# 杨叶木姜子
杨叶木姜子（学名：Litsea populifolia）为樟科木姜子属下的一个种。